# Myonia seducta
Myonia seducta är en fjärilsart som beskrevs av Louis Beethoven Prout 1918. Myonia seducta ingår i släktet Myonia och familjen tandspinnare. Inga underarter finns listade i Catalogue of Life.